# プロティポテリウム

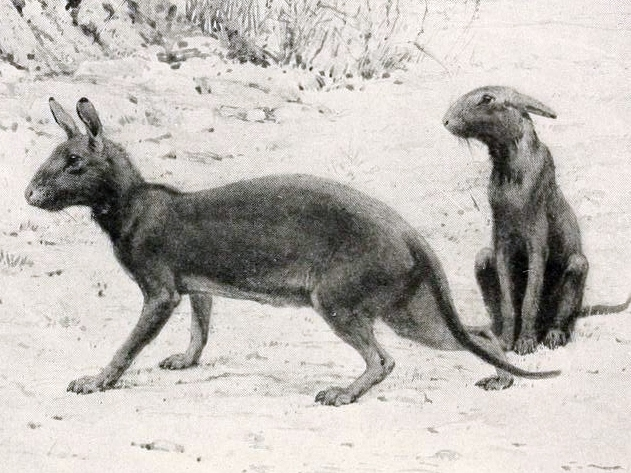
復元画

プロティポテリウム（学名：Protypotherium）は、中新世のアルゼンチンに生息した、南蹄類に属する絶滅した哺乳類。
外見は頭部はウサギやマーラ、足や胴体はイヌ科動物に類似している。体長は40センチメートルほどで、頭蓋骨は後頭部が丸みを帯びておらず急激に平坦になっているのが特徴。高い歯冠を持つ臼歯は前歯と比べると大きさも形状も異なっている。後肢には頑丈な爪があり、これを使って土を掘り返して巣穴を掘ったり、他の動物が作った巣穴を再利用したりして暮らしていた薄明性ないし夜行性の動物であったと推測される説もある。
体重は5~10キログラムと推測され、アナウサギやハイラックスなどとの足腰の比較を行った結果身軽に動くことが可能であったとされる。食性は肉食および腐肉食の側面が大きい雑食性で、植物も食べていたと推測されている。